# Parapleisticantha
Parapleisticantha is een geslacht van kreeftachtigen uit de klasse van de Malacostraca (hogere kreeftachtigen).

## Soorten
- Parapleisticantha japonica Yokoya, 1933
- Parapleisticantha ludivinae Richer de Forges, Ng & Ahyong, 2013